# Niels Lyngsø
Niels Lyngsø (født 27. maj 1968) er en dansk forfatter, lyriker og oversætter. Han er lyrikanmelder ved Politiken og tidligere redaktør på lyriktidsskriftet Den Blå Port (1999-2000).

## Udgivelser

### Skønlitteratur
- Maske & Maskine. Borgen, 1992 (digtsamling)
- Stof. Borgen, 1996 (digtsamling)
- Force majeure. Borgen, 1999 (digtsamling)
- Kampen om Syrakus. Gyldendal, 2002 (børnebog)
- Morfeus. Gyldendal, 2004 (poesi)
- 39 digte til det brændende bibliotek. Gyldendal, 2007 (digtsamling)
- Fremmed under samme hud. Gyldendal, 2013 (digtsamling)
- Min ukendte bror. Gyldendal, 2015 (roman)
- Himlen under jorden. Gyldendal, 2016 (roman)[2]
- Ti dages stilhed. Gyldendal, 2019 (roman)[2]

### Øvrige
Han har oversat over 40 bøger - nogle af dem er her:
- Roseromanen  på danske vers.
- Jean Genet:Tyvens dagbog. Gyldendal, 2017 (oversættelse)[3]
- Claire Castillon: Insekt. Forlaget Per Kofod, 2007 (oversættelse)[4]

Niels Lyngsø har lavet en introduktion til filosoffen Michel Serres' forfatterskab.
- En eksakt rapsodi: om Michel Serres' filosofi. Borgen, 1994.[5]

Før skrift var en almen ting, brugte man kun ordet til at lave sine fortællinger på. Det valget Lyngsø at gå lidt tilbage til ved at lave en rap-lignende lydpoesi under alteregoet Stemmejernet. Han skrev ikke noget ned, da han lavede det.
- Stemmejernet: sigdetvidere. Geiger Records, 2011[3]